# Восход Чёрной Луны
Восход Чёрной Луны — восьмой номерной альбом казахстанской метал-группы Holy Dragons. Альбом является концептуальным.

## История создания
«Восход Чёрной Луны» ознаменовал переход группы к более зрелому звучанию. Несмотря на то, что группа в момент его создания находилась в состоянии неполной укомплектованности, это никак не сказалось на ходе работ, альбом был записан посредством трех человек, при этом Йорген Сандерсон взял на себя роль мультиинструметалиста и саунд-продюсера. Впервые для группы в процессе записи был использован гитарный синтезатор. Для записи песни «Тенгри» был использован шанкобыз.
Обложка была нарисована кировским художником Алексеем Турковским.
Диск был издан на CD российским лейблом Metalism Records.

## Список композиций
| Название песни     | Длительность | Авторство                     |
| ------------------ | ------------ | ----------------------------- |
| Восход чёрной луны | 05:40        | слова/музыка: Юрген Сандерсон |
| Свобода            | 06:34        | слова/музыка: Юрген Сандерсон |
| Тенгри             | 08:11        | слова/музыка: Юрген Сандерсон |
| Пуля и сталь штыка | 04:58        | слова/музыка: Юрген Сандерсон |
| Запретный горизонт | 08:26        | слова/музыка: Юрген Сандерсон |
| Морок              | 00:51        | слова/музыка: Юрген Сандерсон |
| Призрак шабаша     | 07:30        | слова/музыка: Юрген Сандерсон |
| Динамит            | 06:25        | слова/музыка: Юрген Сандерсон |
| Дочь чёрной луны   | 04:41        | слова/музыка: Юрген Сандерсон |
| Сыновья Иуды       | 08:07        | слова/музыка: Юрген Сандерсон |
| Зеркало судьбы     | 01:19        | музыка: Юрген Сандерсон       |

## Концепция
В качестве «связующей нити» в сюжетной линии альбома, проходит тема «волшебного сна»:

Как калейдоскоп, история человечества проходит сквозь разум Человека, и, перелистывая страницу за страницей, он видит в ней отражение собственной жизни. Магический сон, вызванный взошедшей над горизонтом Чёрной Луной, овладевает его разумом, и только далекий вой волков где-то вдали прорывается сквозь оковы сна из реальности.

## Стилистика
Существуют различные мнения о стилистике альбома. Так, например, известный музыкальный критик Всеволод Баронин, ведущий программы «Рок-Интенсив» на Радио России, в статье, посвященной альбому и опубликованной в журнале PLAY относит стилистику альбома к «восьмидесятническому тру-металу» и сравнивает её со стилистикой Judas Priest:

Ведущие казахстанские(!) металлисты своим восьмым альбомом напрочь убирают едва ли не всех зарубежных конкурентов на поле восьмидесятнического тру-метала… Xочется присвоить скрывающимся под псевдонимами Юргена Тандерсона и Крис Кэйн гитарному дуэту Holy Dragons звание СНГшных Гленна Типтона и К. К. Даунинга — и закрыть подобную дискуссию навсегда.
Некоторые независимые критики сравнивают альбом с альбомами Iron Maiden эпохи Somewhere Back in Time и Seventh Son of a Seventh Son:

If I had to categorize the music on Voskhod Chernoy Luny, I’d have to call it progressive heavy metal, comparable in this regard to Iron Maiden’s Somewhere Back in Time/Seventh Son of a Seventh Son era (although much faster-paced)
(Перевод: «Очень трудно отнести музыку на „Восходе Чёрной Луны“ к какой-то категории. Я бы назвал её прогрессивным хэви, который можно сравнить в этой связи с альбомами Iron Maiden эпохи Somewhere Back in Time/Seventh Son of a Seventh Son»)
В то же время, имеются и более радикальные точки зрения о стилистике группы. Например, как в этом отрывке из статьи критика, журналиста и редактора журнала «In Rock», Владимира Миловидова в журнале «АвтоЗвук»:

 К счастью, одной столицей распространение металла не ограничивается. Так, базируются в Алма-Ате, крупнейшем городе независимой республики Казахстан. В течение 15 лет «хэви-метальный маньяк» гитарист Юрген Сандерсон ведет через бури и невзгоды хрупкий кораблик своей группы. В том ему помогают гитаристка и законная супруга Крис Кэйн, а также певец, актёр по профессии Хольгер Комарофф. Ритм-секция часто менялась, а на свежем альбоме «Восход Чёрной Луны» все партии баса и ударных Юрген записал сам. Бескомпромиссный подход к творчеству, агрессивный гитарный звук, резкий надрывный вокал Хольгера позволяют отнести Holy Dragons к самым истокам пауэра, или, скорее, спид-метала. 

## Тематика[6]
Восход Чёрной Луны — вводный трек. Вкратце описывает «мир сна», развернувшийся в сознании главного героя под воздействием «Чёрной Луны».
Свобода — размышление на тему социальных последствий революций и на использовании политиканами человеческого стремления к свободе в корыстных целях.
Тенгри — размышление на тему хрупкости «ценностей цивилизации», на примере вторжения Чингиз Хана в Семиречье.
Пуля И Сталь Штыка — песня о чувстве долга перед родиной.
Запретный Горизонт — как бы «реплика» на тему предыдущей песни, о поиске своего место в жизни.
Морок — об вероятности иллюзорности окружающего.
Повелитель Мира — песня о власти, зримой и не зримой.
Динамит — песня об ощущении «порочного круга».
Дочь Чёрной Луны — пожалуй единственный трек с лирикой в стилистике «фентези».
Сыновья Иуды — о жертвенности и предательстве.
Зеркало Судьбы — завершающий трек:
Забрезжил первый луч рассвета. Человек просыпается в собственной комнате - все, что он видел, оказалось Наваждением Чертовой Чёрной Луны. Всего этого - не было. Человек подходит к окну, встретить первые лучи восходящего солнца, но что это? Где-то воют волки, вторя ледяному ветру? Будет ли солнце, кончится ли когда-нибудь эта ночь? Или мир навсегда останется таким же, как наши души - холодным и пустым?

## Участники
- Олег «Хольгер» Комаров — вокал
- Юрген Сандерсон — лидер-гитара, бас-гитара, синтезаторы, ударные
- Крис «Торхейм» Кейн — соло-гитара

## Факты
На задней стороне обложки диска имеются изображения волков. По словам участников группы это отсылка к предыдущему альбому группы «Волки Одина».
Песня «Тенгри» вошла в сборник «Огниво. Russian metal hits vol.2», изданный издательством российского журнала «Автозвук».
Название альбома является вольной компиляцией названий любимых альбомов участников группы — The Dark Side of the Moon («Темная сторона луны») Pink Floyd и Rainbow Rising («Восход Радуги») группы Rainbow.